# Ancylistes obscuricollis
Ancylistes obscuricollis là một loài bọ cánh cứng trong họ Cerambycidae.